# Слаболюдз
Слаболюдз (пол. Słaboludz) — село в Польщі, у гміні Клечев Конінського повіту Великопольського воєводства.
Населення — 45 осіб (2011).
У 1975-1998 роках село належало до Конінського воєводства.

## Демографія
Демографічна структура станом на 31 березня 2011 року:
|          | Загалом | Допрацездатний вік | Працездатний вік | Постпрацездатний вік |
| -------- | ------- | ------------------ | ---------------- | -------------------- |
| Чоловіки | 22      | 5                  | 16               | 1                    |
| Жінки    | 23      | 5                  | 14               | 4                    |
| Разом    | 45      | 10                 | 30               | 5                    |